# آریل آجمیان
هاروتیون "آریل" استپانی آجمیان (ارمنی: Հարություն "Արիել" Ստեփանի Աճեմյան؛ ۱۹۰۴ – ۱۹۶۳) یک پرتره‌نگار، تذهیب‌کار و نقاش اهل ارمنستان بود.

## زندگی‌نامه
وی در ۱۹۰۴ در بورسا به دنیا آمد و در کالج موراد-رافائلیان واقع در صومعه ارمنی جزیره سن لازار تحصیل نمود. مدال طلا از سوی پاپ پیوس دوازدهم به وی اعطا گردید. وی در ۱۹۶۳ در سن ۵۹ سالگی درگذشت.